# Trackball

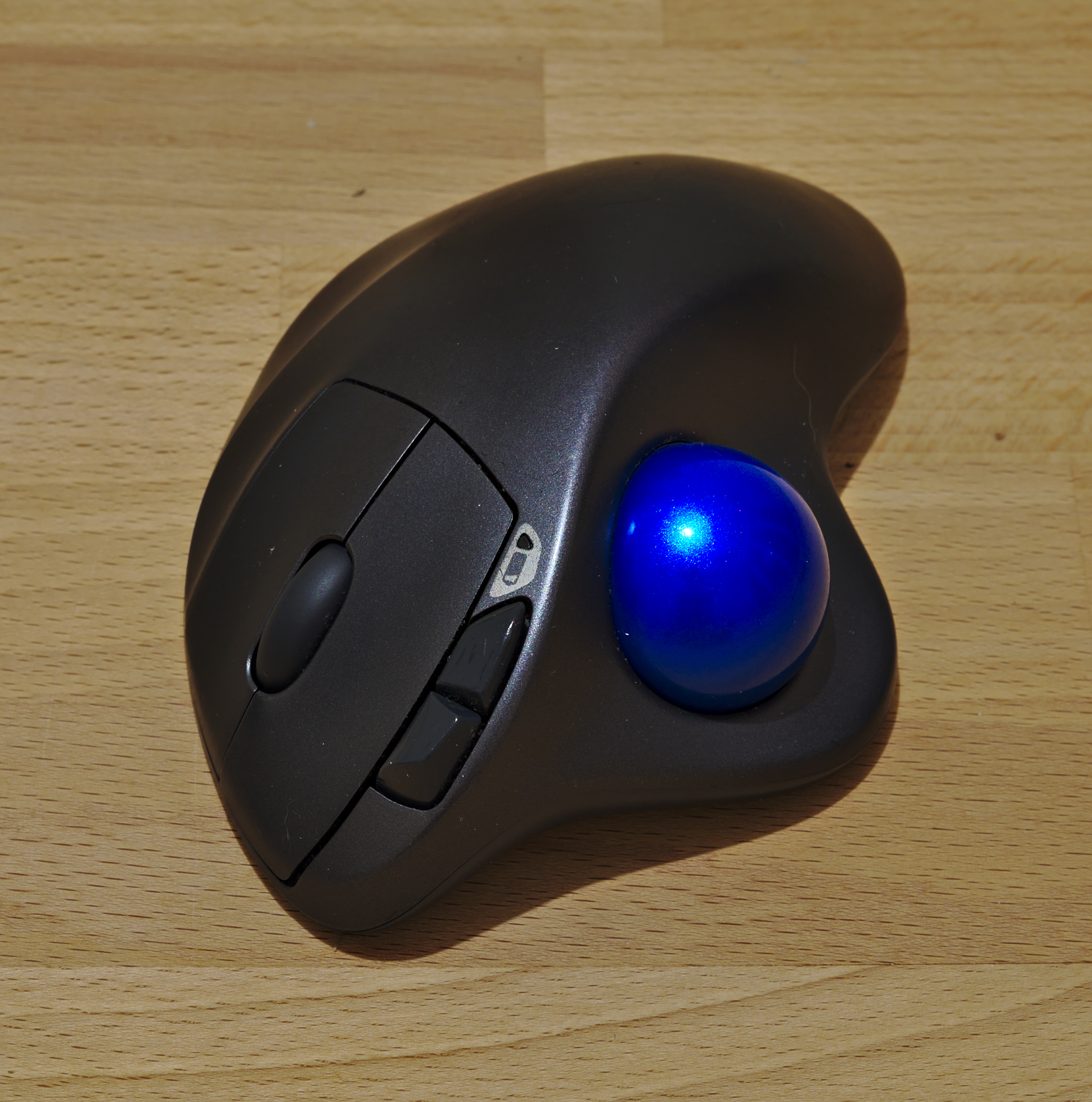
Mouse com trackball.

A bola de comando (também conhecida pelo anglicismo trackball) é um periférico de entrada, semelhante ao rato/mouse. Diferentemente do rato/mouse, que deve ser movido sobre uma superfície plana como a de uma mesa e em alguns casos sobre um tapete de rato/mouse, o utilizador deve manipular uma esfera, geralmente localizada na sua parte superior, para mover o cursor no ecrã/tela.
Muitos usuários preferem o trackball por causa da sua maior facilidade de uso e por causa da menor incidência de lesão por esforço repetitivo (LER) nos punhos em relação ao mouse tradicional, pois eles só precisam mover a esfera com os dedos.

## História
No final da década de 1990, os ratos/mice com esfera haviam sido substituídos por sensores óticos, colocando as trackballs ficar em desvantagem, forçando a se retirarem em nichos, onde seus méritos distintivos, onde eram mais importantes. Agora, a maioria dos trackballs tem sensores óticos, que seguem os pontos na esfera. Como os ratos/mice modernos, as bolas de comando (trackballs) agora têm um dispositivo feito para girar. Alguns têm esse dispositivo como os ratos/mice, porém é mais comum um anel em volta da bola.

## Aplicações da bola de comando (trackball)

### Uso militar
Trackballs grandes às vezes são vistos nas estações de trabalho informatizadas para fins especiais, como o radar de consoles em uma sala de controle de tráfego aéreo ou de equipamento de sonar de um navio ou submarino. As modernas instalações desses equipamentos podem usar mouses em vez disso, uma vez que a maioria das pessoas já sabe como utilizá-lo. No entanto, os radares antiaéreos militares móveis e sonares de submarinos tendem a continuar usando trackballs, uma vez que podem ser feitos ajustes mais duráveis e mais rápidos para uso de emergência. As grandes e bem feitas permitem que o trabalho torne mais fácil e da alta precisão, por isso eles ainda podem ser utilizadas nestas aplicações (onde eles são frequentemente chamados de "trackerballs") e no design assistido por computador.

### Videojogos

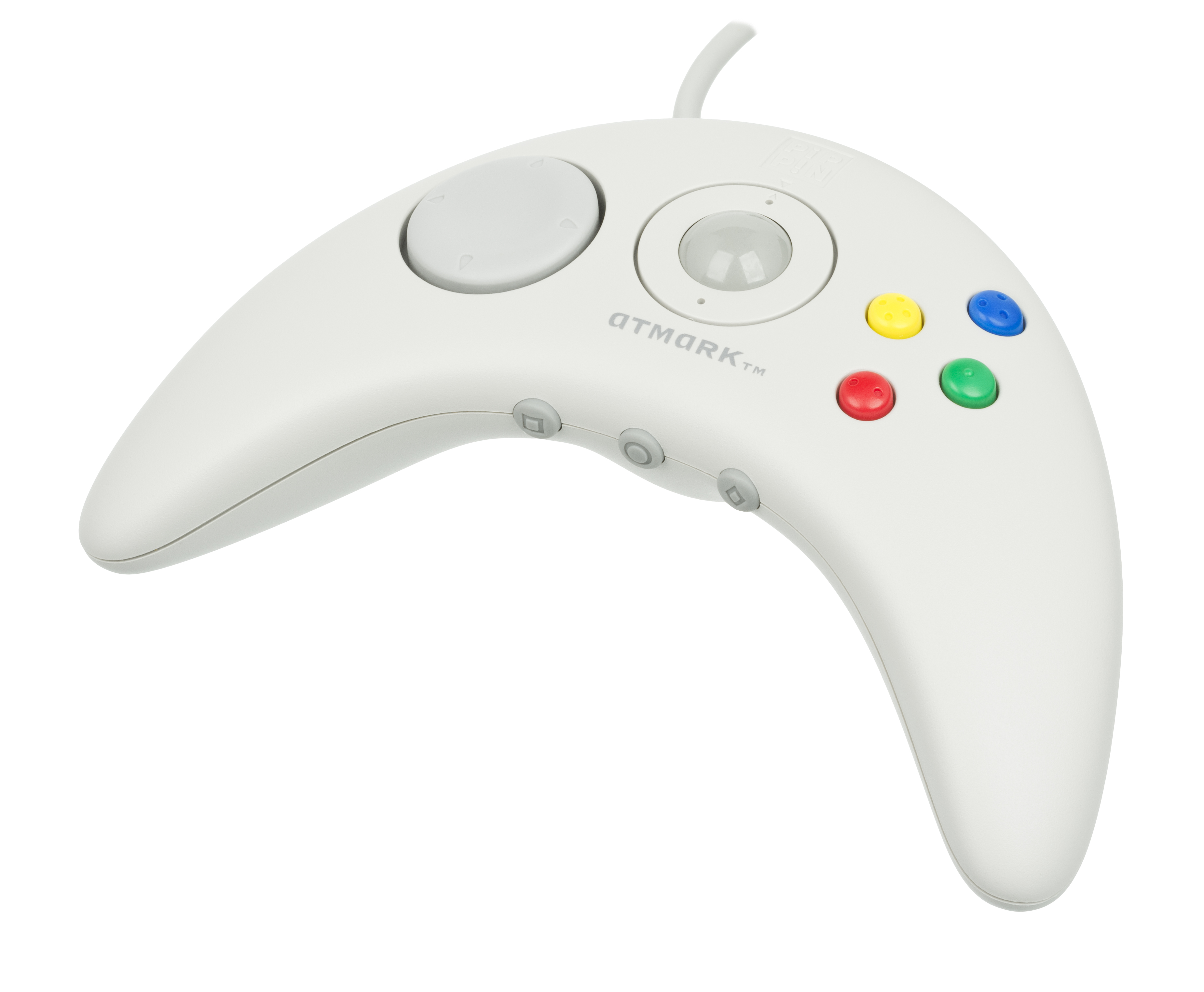
Gamepad com trackball embutido.

Eles já apareceram em videojogos, inclusive no começo de jogos arcaicos, principalmente em Football, lançado em 1978, é comumente mal entendido por ser o primeiro jogo de arcade a usar trackball.
Depois disso ficou comum no inicio de 1980, principalmente no Missile Command e no Centipede, mas se tornou incomum, a partir do Atari 2600 e Atari 5200, que teve o periférico ocipital, como o joystick. Em 1995, a Apple Pippin criou um console com um trackball embutido no comando de videojogos, não precisando de mousepad, permite o jogador mirar mais rápido em jogos de tiro de primeira pessoa.
Os jogadores de computador têm sido capazes de usar com sucesso trackballs na maioria dos jogos de computador moderno, incluindo gêneros de FPS, RPG, RTS, com qualquer pequena perda de velocidade compensada com um aumento na precisão. Muitos jogadores de trackball são competentes a "arremessar" o seu cursor rapidamente pela tela/ecrã, pelo giro do trackball, permitindo (com a prática) muito mais rápido do que o movimento que pode ser conseguido com um mouse normal e movimento do braço; no entanto, muitos jogadores são dissuadidos pelo tempo que leva "acostumar-se" ao estilo diferente de controle na mão que requer uma trackball. Trackballs também foram considerados excelentes complementos para joysticks analógicos, se tornando pioneiro da trackball em Assassin 3D de 1. Esta combinação fornece para duas mãos com a pontaria, uma alta precisão e consistência de substituição para o mouse tradicional e a combinação com o teclado geralmente são usados em jogos de tiro em primeira pessoa.

### Acesso à Internet
As bolas de comando são fornecidas como dispositivo apontador nalguns terminais de acesso público à Internet. Ao contrário de um rato/mouse, uma trackball pode ser facilmente construído num(a) console(a), e não pode ser arrancada ou facilmente vandalizado. Dois exemplos são os consoles de navegação na Internet fornecidos em alguns outlets de McDonald no Reino Unido. Esta simplicidade e robustez também os tornam ideais para uso em computadores industriais.
Como trackballs para computadores pessoais são imóveis, podem exigir menos espaço para a operação de um mouse, e pode simplificar o uso em áreas confinadas ou desordenadas, como uma carteira ou um terminal montado em rack. Eles são geralmente preferidos no ambiente de laboratório, pelo mesmo motivo.

### Telemóveis/Telefones celulares

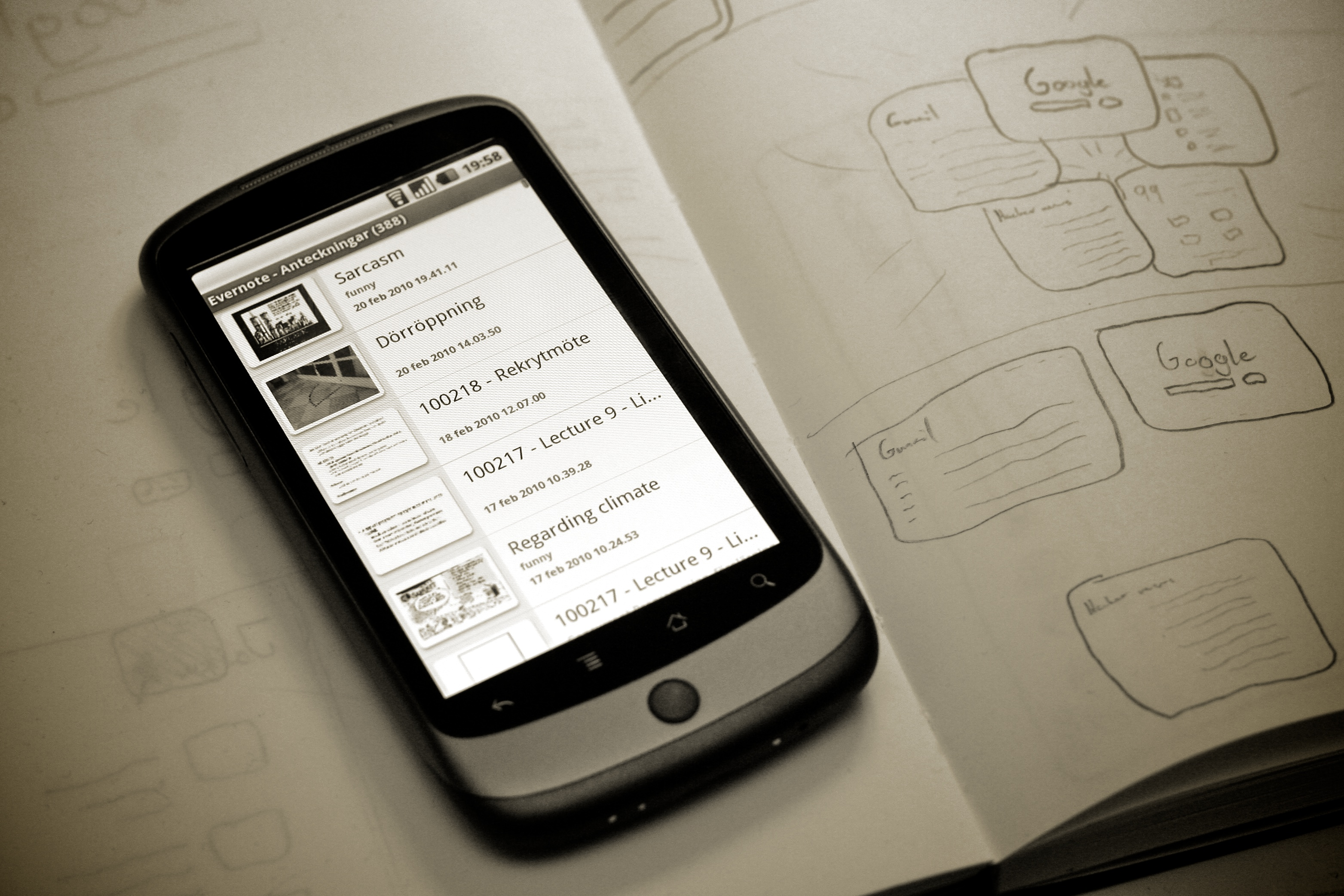
Celular com trackball.

Alguns telemóveis/telefones celulares têm trackballs, como BlackBerry, a T-Mobile Sidekick 3, e smartphones da HTC. Estes trackballs em miniatura são feitas para caber dentro da espessura de um dispositivo móvel, e são controlados pela ponta de um dedo ou polegar.